# Michał Walczak
Michał Walczak (geboren 1979 in Sanok) ist ein polnischer Dramatiker, der in Warschau lebt und arbeitet.

## Leben
Walczak besuchte die Schule in Sanok, die Handelshochschule Warschau und studierte an der Aleksander-Zelwerowicz-Theaterakademie Warschau.
Er debütierte 2003 mit dem Stück Der Sandkasten, das in der Folge in deutscher, englischer, ungarischer, tschechischer und italienischer Übersetzung herauskam. In Deutschland wurde das Stück in der Produktion des Mannheimer Theaterhaus G7 in der Regie von Alexander Schilling 2005 beim Stuttgarter Theaterpreis sowohl mit dem Publikumspreis als auch dem Jurypreis für die beste Inszenierung ausgezeichnet. 
Beim Heidelberger Stückemarkt 2006 erhielt die Beziehungskomödie Das erste Mal den „Europäischen Autorenpreis“. 
Walczak schreibt auch Stücke für das Kindertheater. 

## Schriften
- Podróż do wnętrza pokoju. Tom I i II, Panga Pank : Kraków 2009 ISBN 978-83-926562-6-5

## Werke in deutscher Übersetzung
- Der Sandkasten (2003), Deutsch von Karolina Bikont, deutsche Erstaufführung  TiG7 Mannheim 2005
- Das erste Mal, Deutsch von Doreen Daume, deutsche Erstaufführung Theater Heidelberg 2007
- Die Reise ins Innere des Zimmers (2003), Deutsch von Doreen Daume, deutsche Erstaufführung Theater Osnabrück 2009
- Das Bergwerk, Deutsch von Martin Pollack, deutsche Erstaufführung Grillo-Theater Essen 2011